# 漢密爾頓 (伊利諾伊州)
漢密爾頓（英語：Hamilton）是一個位於美國伊利諾伊州漢考克縣的城市。

## 地理
漢密爾頓的座標為40°23′47″N 91°20′15″W / 40.39639°N 91.33750°W，而該地的平均海拔高度為197米（即646英尺）。

## 人口
根據2010年美國人口普查的數據，漢密爾頓的面積為13.87平方千米，當中陸地面積為9.22平方千米，而水域面積為4.65平方千米。當地共有人口2951人，而人口密度為每平方千米212.76人。